# Veronica plantaginea
Veronica plantaginea är en grobladsväxtart som först beskrevs av James, och fick sitt nu gällande namn av Mart. Ortega, Albach och M. A. Fischer. Veronica plantaginea ingår i släktet veronikor, och familjen grobladsväxter. Inga underarter finns listade i Catalogue of Life.

## Bildgalleri

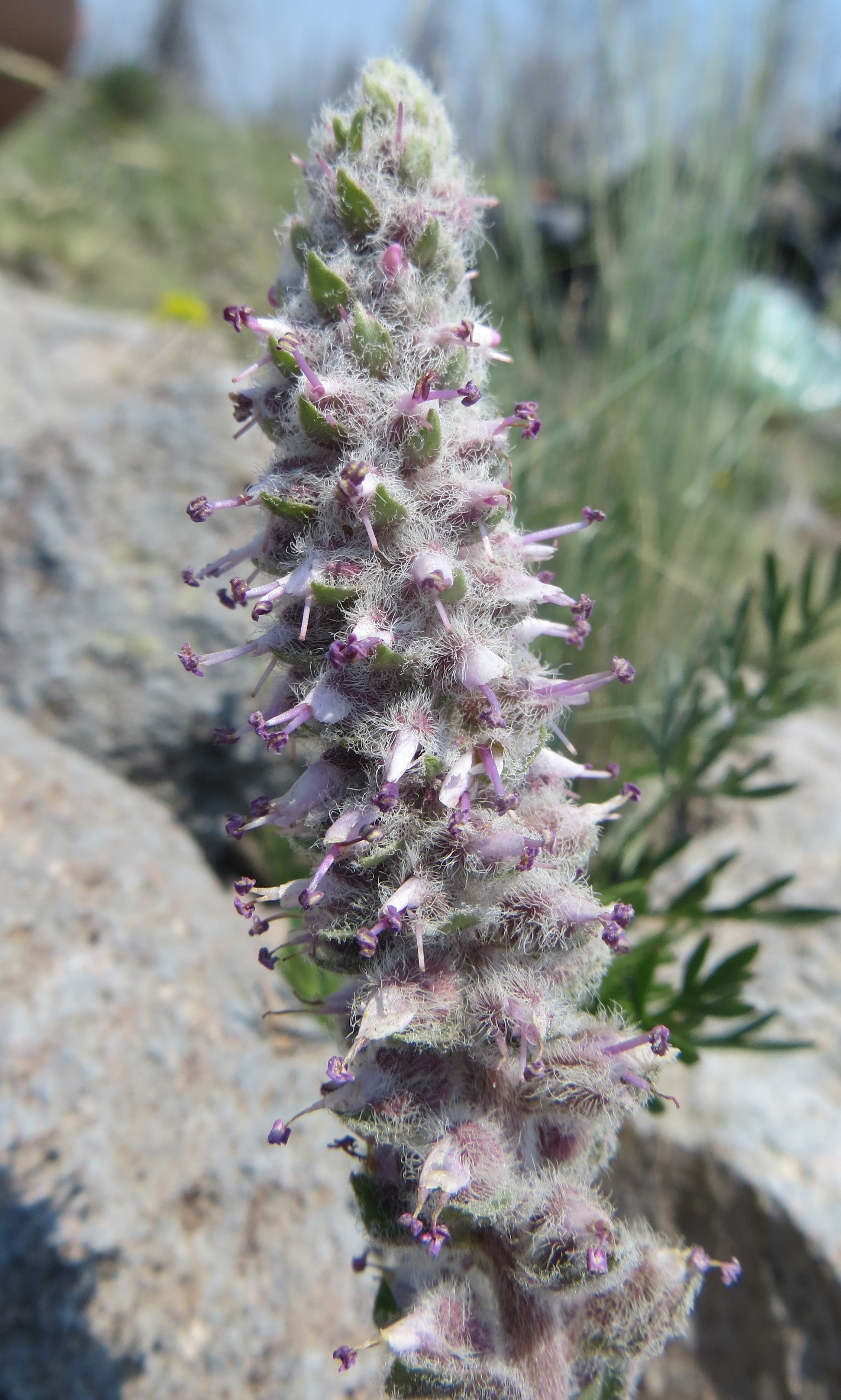
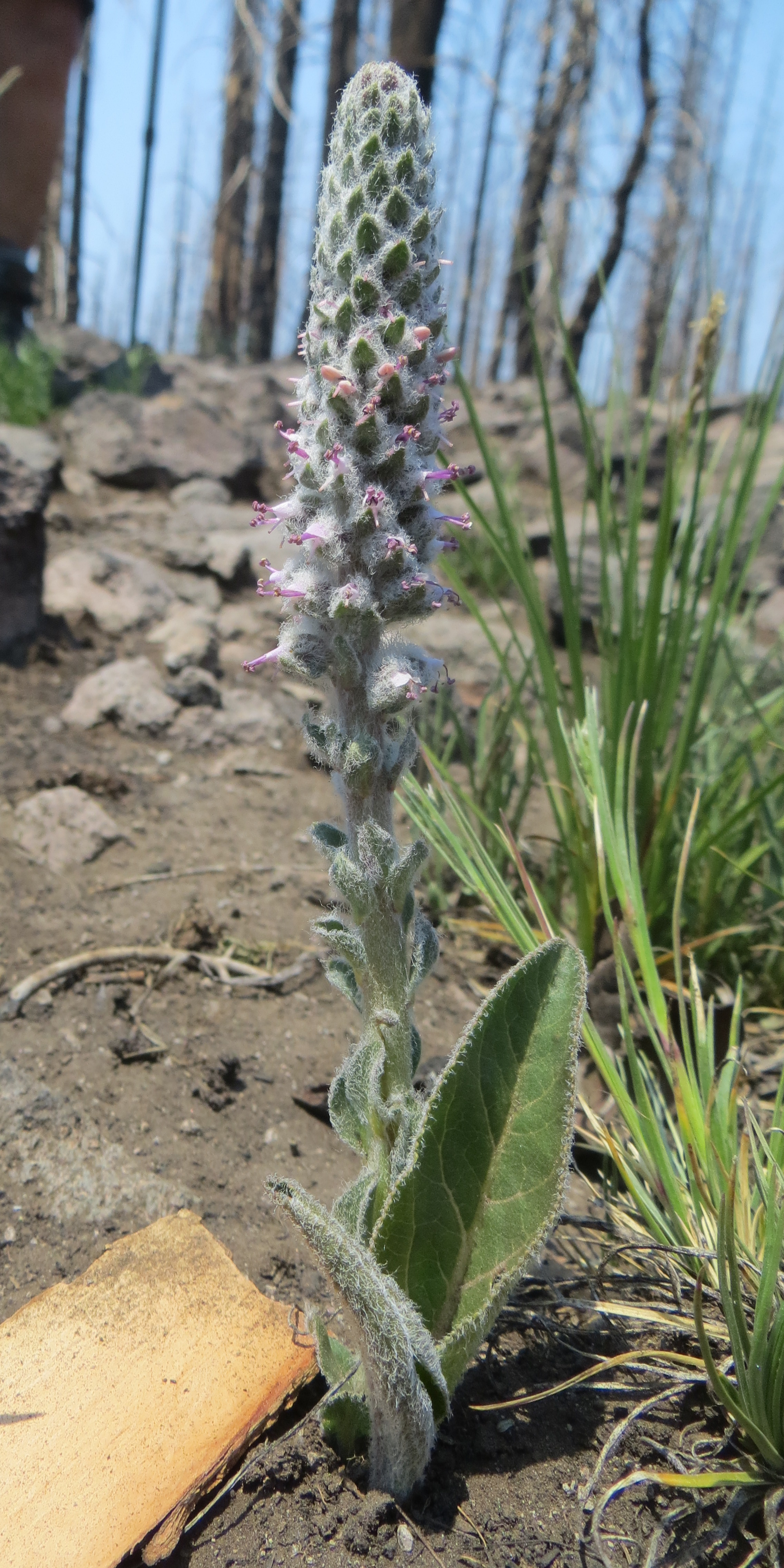